# Hóa pháp tứ giáo

Thiên Thai tôn phân làm Tạng, Thông, Biệt và Viên gọi hóa pháp tứ giáo.
1. Tạng giáo tức tam tạng là kinh, luật, luận, phân rõ bộ loại, nói về pháp tứ đế, nhơn duyên sanh diệt, chính là để dạy cả Thanh văn, Duyên giác gọi là Nhị thừa, mà rộng ra thì cũng hóa độ đến Bồ tát nữa.
2. Thông giáo: nói về pháp tứ chơn đế bằng lý tức không Vô sanh, cả tam thừa thông đồng học tập, nhưng dùng Bồ tát làm chánh cơ, còn Nhị thừa làm bàng cơ.
3. Biệt giáo: riêng biệt đối với Bồ tát, để nói pháp Đại thừa vô lượng nghĩa, chớ chẳng đồng với người bực Nhị thừa.
4. Viên giáo: Đối với Bồ tát bực tối thượng lợi căn để nói về pháp Trung đạo thật tướng bằng sự lý Viên dung.

Bốn giáo ấy là pháp môn để giáo hóa chúng sanh được lợi ích, nên gọi hóa pháp tứ giáo. 